# Vale dos Sonhos (Barra do Garças)
Vale dos Sonhos é um distrito do município brasileiro de Barra do Garças, no interior do estado de Mato Grosso. Segundo o censo demográfico de 2022, realizado pelo Instituto Brasileiro de Geografia e Estatística (IBGE), sua população era de 864 habitantes e havia 346 domicílios particulares permanentes ocupados.
De acordo com o IBGE, em 2010 a população era de 722 habitantes e havia 335 domicílios particulares.
Teve sua criação aprovada pela Câmara Municipal de Barra do Garças mediante a Resolução nº 16 de 2 de agosto de 1985.

## Turismo
Vale dos Sonhos tem uma vista privilegiada da Serra do Roncador. Esta é famosa pelo suposto desaparecimento do Coronel Fawcett, e do misticismo que a envolve desde os seus primórdios. No distrito é localizada as cachoeiras do Vale do Araguaia e uma lagoinha no fundo.